# 字节
位元組（英語：byte）是通常用在電腦、手機及智能手表等设备上的信息计量单位，不分数据类型。。一個字节代表八個位元。从历史的观点上，“字节”表示用于编码单个字符所需要的比特数量，因此它是许多计算机体系结构中最小的可寻址内存单元。历史上字节长度曾基于硬件为1-48 bit不等，最初通常使用6 bit或9 bit为一字节。今日标准以8 bit作为一字节。为了消除常见8 位定义中任意大小的字节的歧义，八個位元在一些规范（例如工业标准、计算机网络、电信技术等）中常被称为八位组（octet）。Internet 协议（RFC 791 ) 将 8 位字节称为八位字节。
国际电工委员会(IEC) 和电气与电子工程师协会(IEEE) 将字节的单位符号指定为大写字母 B。例如表示兆字节（megabyte）；位元（bit）可缩写成，例如Mb表示兆比特（ megabit），与字节进行区分。 国际上，单位八位字节（octet，符号 o）明确定义了八位的序列，消除了术语“字节”的潜在歧义。
字节的大小历来取决于硬件，并且不存在强制规定大小的明确标准。曾经使用过的字节的大小包含 1 到 48 位。六位字符代码是早期编码系统中常用的实现方式，使用六位和九位字节的计算机在 20 世纪 60 年代很常见。这些系统通常具有 12、18、24、30、36、48 或 60 位的存储器字，对应于 2、3、4、5、6、8 或 10 个六位字节。在术语“字节”变得普遍之前，指令流中的位分组通常被称为syllable或slab 。
ISO/IEC 2382-1:1993 中记录的现代事实上的标准（8位）是相对方便的2 的幂，因为 2 的 8 次方是 256，允许一个字节使用 0 到 255的二进制编码值。 国际标准IEC 80000-13定义了这一常见含义。许多类型的应用程序使用可用八位或更少位表示的信息，并且处理器设计者通常针对这种用法进行优化。主要商业计算架构的普及有助于 8 位字节的普遍接受。现代架构通常使用 32 位字或 64 位字，分别由 4 个或 8 个字节构成。

## 历史
字节一词是Werner Buchholz于1956年6月在IBM Stretch计算机的早期设计阶段发明的，该计算机的寻址为位和可变字段长度（VFL）指令，指令中编码了字节大小。这是为了避免意外突变为比特而特意重写的。

## 延伸閱讀
- Tafel, Hans Jörg.  写于RWTH, Aachen, Germany.  [Introduction to digital information processing]. Munich, Germany: Carl Hanser Verlag. 1971: 300. ISBN 3-446-10569-7 （德语）. Byte = zusammengehörige Folge von i.a. neun Bits; davon sind acht Datenbits, das neunte ein Prüfbit (NB. Defines a byte as a group of typically 9 bits; 8 data bits plus 1 parity bit.)
- (PDF). PDP-10 System Reference Manual 1. Digital Equipment Corporation (DEC). August 1969  [2017-04-05]. （原始内容存档 (PDF)于2017-04-05）.
- . Computer History Museum. 2017 [2015]  [2017-04-03]. （原始内容存档于2017-04-03）.
- Jaffer, Aubrey. . 2011 [2008]  [2017-04-03]. （原始内容存档于2017-04-03）.
- Kozierok, Charles M. . 3.0. 2005-09-20 [2001]  [2017-04-03]. （原始内容存档于2017-04-03）.

## 參閲
- 八位元組

## 外部連結
- ГОСТ 8.417-2002 | Страница 19 （俄文）